# Yvonne Vera
Yvonne Vera (Bulawayo, 19 settembre 1964 – Toronto, 7 aprile 2005) è stata una scrittrice zimbabwese.

## Biografia
Vera nasce a Bulawayo in Rhodesia Meridionale, oggi Zimbabwe. All'età di otto anni inizia a lavorare come raccoglitrice di cotone vicino a Hartley. Dopo aver frequentato la Mzilikazi High School e diplomatasi alla Hillside Teacher's College, nel 1984 inizia a insegnare letteratura inglese alla Njube High School. Nel 1987 emigra in Canada e sposa John Jose, un insegnante canadese che aveva conosciuto quando lavorava alla Njube. In Canada, le viene diagnosticata la sieropositiva al virus dell'HIV, ma non rivelerà mai pubblicamente la malattia durante la sua vita.
Alla York University di Toronto si laurea conseguendo un Master's degree nelle arti e un dottorato di ricerca in letteratura europea, ottenendo anche la cattedra in letteratura in soli 8 anni Ancora studente all'università, Vera presenta una storia per un concorso di una rivista di Toronto. L'editore ne rimane colpito e le chiede di collaborare con altro materiale, trovando una risposta positiva da parte della scrittrice. La sua prima raccolta di racconti, Why Don't You Carve Other Animals, viene pubblicata nel 1992. Le fanno seguito i cinque romanzi completi Nehanda (1993), in concorso per il primo posto nei Premi letterari della Commonwealth Foundation; Without a Name (1994), al primo posto nei Premi letterari della Commonwealth Foundation sezione Africa.
Nel 1995, Vera si separa dal marito e torna in Zimbabwe. Nel 1996 esce il romanzo Under the Tongue. Nel 1997 diventa direttrice della National Gallery of Zimbabwe a Bulawayo, una galleria che mette in mostra opere di talenti locali che siano creazioni di artisti professionisti o bambini in età scolare. Nel 1998 esce il romanzo Butterfly Burning, tradotto in italiano con il titolo Il fuoco e la farfalla e che verrà premiato premiato nel 2002 al LiBeraturpreis in Germania.
Nel 2002 esce The Stone Virgins, tradotto in italiano con il titolo Le vergini delle rocce, che si aggiudica il primo posto al Macmillan Writers' Prize for Africa. Nel maggio 2003 si dimette dal suo ruolo di direttrice della National Gallery of Zimbabwe a causa del ritiro dei fondi governativi, di un esodo di artisti locali e di un calo dei visitatori.. Nel 2003 ottiene il premio Riconoscimento speciale autore straniero nell'edizione annuale del Premio Feronia-Città di Fiano e il NAMA Awards in patria. Nel 2004 esce il romanzo Le vergini delle rocce e viene insignita del Premio svedese Tucholsky "per il coraggio delle sue opere nel trattare argomenti tabù"- Nello stesso anno fa ritorno in Canada con Jose per sottoporsi a trattamenti dopo l'aggravarsi della malattia. Muore il 7 aprile 2005 a causa di una meningite correlata all'AIDS. Al momento della sua morte stava lavorando a un nuovo romanzo, Obedience, che non è mai stato pubblicato.

## Temi
Molti dei suoi lavori sono stati pubblicati in Zimbabwe, Canada ma anche in molti paesi europei, con traduzioni in spagnolo, italiano e svedese. I temi principali delle sue opere sono la scarsa uguaglianza di genere, la violenza sessuale e l'incesto, tre problematiche sociali particolarmente presenti in Zimbabwe, prima e dopo la guerra di indipendenza del paese.
Vera scriveva ossessivamente, spesso per 10 ore al giorno consecutive, e descriveva il tempo in cui non scriveva come "un periodo di digiuno".  Affermò: "Mi piacerebbe essere ricordata come una scrittrice che non aveva paura delle parole e che aveva un intenso amore per la propria nazione".

## Opere (parziale)

### Romanzi
- (EN) Why Don't You Carve Other Animals, 1992.
- (EN) Nehanda, 1993.
- (EN) Without a Name, 1994.
- (EN) Under the Tongue, 1996.
- (EN) Butterfly Burning, 1998.
  -  Il fuoco e la farfalla, traduzione di Francesca Romana Paci, Milano, Sperling & Kupfer, 2002, ISBN 88-7684-703-0.
- (EN) The Stone Virgins, 2002.
  -  Le vergini delle rocce, traduzione di Francesca Romana Paci, Milano, Sperling & Kupfer, 2004, ISBN 88-7684-794-4.

### Curatele
- (EN) Opening Spaces. An Anthology of Contemporary African Women’s Writing, 1999.
- (EN) Black Women. New Literature from Africa, 2001.

## Riconoscimenti
- Macmillan Writers' Prize for Africa
  - 2002 - Adult Fiction Award per The Stone Virgins[3]
- LiBeraturpreis
  - 2000 - Premio per Butterfly Burning
- National Arts Merit Awards
  - 2003
- Premi letterari della Commonwealth Foundation
  - 1994 - Primo posto per Without a Name[3]
  - 1997 - Candidatura per Nehanda
  - 2002
- Premio Feronia-Città di Fiano
  - 2003 - Riconoscimento speciale autore straniero
- Premio Tucholsky
  - 2004
- Swedish Literary Award
  - 1999 - The Voice of Africa